# Stygnomma
Stygnomma – rodzaj kosarzy z podrzędu Laniatores i nadrodziny Samooidea, jedyny z monotypowej rodziny Stygnommatidae. Obejmuje 34 opisane gatunki.

## Morfologia i występowanie
Przedstawiciele tej rodziny osiągają od 3 do 6 mm długości ciała. Szczękoczułki posiadają dwukrotnie dłuższe niż ciało. Nogogłaszczki również znacznie wydłużone, masywne i uzbojone. Większość gatunków żyje w ściółce, ale znane są też troglofile.
Rodzina neotropikalna, rozprzestrzeniona od Meksyku po Brazylię. Ponadto należą tu gatunki z południowej Florydy, Indonezji i Malezji, jednakże nie ma pewności czy powinny pozostać w tej rodzinie.

## Taksonomia
Rodzaj wprowadzony został w 1912 roku przez Carla Friedricha Roewera jako monotypowy, z opisanym w tej samej publikacji S. fuhrmanni jako jedynym gatunkiem. W 1923 roku umieszczony został przez Roewera w nowej rodzinie Stygnommatidae, która bywała później także traktowana w randze podrodziny Stygnommatinae. Rodzina ta zawierała dawniej więcej rodzajów, jednak współcześnie jest taksonem monotypowym.
Do rodzaju tego zalicza się 34 opisane gatunki:
- Stygnomma annulipes (Goodnight et Goodnight, 1947)
- Stygnomma armatum Petrunkevitch, 1925
- Stygnomma barronum (Chamberlin, 1925)
- Stygnomma batatalense González-Sponga, 2005
- Stygnomma belizense Goodnight et Goodnight, 1977
- Stygnomma bispinatum Goodnight et Goodnight, 1953
- Stygnomma cubiroense González-Sponga, 2005
- Stygnomma delicatulum Rambla, 1976
- Stygnomma fiskei Rambla, 1969
- Stygnomma fuentesi González-Sponga, 2005
- Stygnomma fuhrmanni Roewer, 1912
- Stygnomma furvum González-Sponga, 1987
- Stygnomma gracilitibiae González-Sponga, 1987
- Stygnomma granulosum (Goodnight et Goodnight, 1947)
- Stygnomma jajoense González-Sponga, 2005
- Stygnomma joannae Rambla, 1976
- Stygnomma larense González-Sponga, 1987
- Stygnomma leleupi Rambla, 1976
- Stygnomma macrochelae González-Sponga, 2005
- Stygnomma monagasiensis Soares et Avram, 1981
- Stygnomma ornatum González-Sponga, 1987
- Stygnomma planum Goodnight et Goodnight, 1953
- Stygnomma purpureum González-Sponga, 1987
- Stygnomma reimoseri (Roewer, 1933)
- Stygnomma rufum Petrunkevitch, 1925
- Stygnomma salmeronense González-Sponga, 2005
- Stygnomma solisitiens González-Sponga, 1987
- Stygnomma spiniferum (Packard, 1888)
  - Stygnomma spiniferum bolivari (Goodnight et Goodnight, 1945)
  - Stygnomma spiniferum spiniferum (Packard, 1888)
  - Stygnomma spiniferum tancahensis Goodnight et Goodnight, 1951
- Stygnomma spinipalpis Goodnight et Goodnight, 1953
- Stygnomma spinula (Goodnight et Goodnight, 1942)
- Stygnomma teapense Goodnight et Goodnight, 1951
- Stygnomma toledense Goodnight et Goodnight, 1977
- Stygnomma truxillense González-Sponga, 1987
- Stygnomma tuberculatum Goodnight et Goodnight, 1973